# Meigenia fuscipennis
Meigenia fuscipennis là một loài ruồi trong họ Tachinidae.